# Акоста, Карлос
Ка́рлос Ако́ста (исп. Carlos Acosta; 2 июня 1973, Гавана, Куба) — танцовщик и хореограф кубинского происхождения, преимущественно работающий в Великобритании, танцевал на сценах ведущих балетных театров по всему миру; автор книг.

## Биография
Младший из одиннадцати детей в бедной семье, сын водителя грузовика. Учился в Национальной балетной школе Кубы. В 1990 году участвовал в балетном конкурсе «Приз Лозанны» (Швейцария), где получил золотую медаль. В том же году выиграл гран-при Международного балетного конкурса в Париже. В 1991—1992 годах работал в Лондоне, в Английском национальном балете, в 1992—1994 годах танцевал в Кубинском национальном балете под руководством Алисии Алонсо, вместе с труппой в 1993 и 1994 годах гастролировал в Мадриде, в 1994 году стал её премьером. Годом ранее был приглашён в Балет Хьюстона. С 1998 года — в труппе лондонского Королевского балета, с 2003 года — её премьер.
Благодаря своей легендарной грациозности и атлетизму он заслужил сравнения с Михаилом Барышниковым или Рудольфом Нуреевым. Автор лондонской газеты The Independent описал Акосту как «танцора, который рассекает пространство быстрее, чем кто-либо другой и пронизывает воздух такими чистыми и острыми формами, что, кажется, испускает искры».
Как приглашенный артист танцевал с Балетом Парижской оперы, Американским театром балета, Австралийским балетом и другими труппами. Выступал на телевидении, снимался в кино (в том числе, в роли Данте в 8-й новелле фильма «Нью-Йорк, я люблю тебя», режиссёр Натали Портман).
В 2011 году учредил в Великобритании Международный фонд Карлоса Акосты. В 2019 году был председателем жюри балетного конкурса «Приз Лозанны».

## Репертуар

### Английский национальный балет
- «Половецкие пляски» в опере «Князь Игорь»
- «Золушка» (с Евой Евдокимовой и Людмилой Семенякой)
- «Видение Розы»
- «Сильфиды»
- Принц, «Щелкунчик»

### Национальный балет Кубы
- Альберт, «Жизель»
- Базиль, «Дон Кихот»
- Зигфрид, «Лебединое озеро»

### Балет Хьюстона
- Принц, «Щелкунчик»
- Зигфрид, «Лебединое озеро»
- Солор, «Баядерка»
- Базиль, «Дон Кихот»
- Па-де-де на музыку Бриттена
- Symphony in D Иржи Килиана
- Фредерик, «Дракула»
- Мизгирь, «Снегурочка» (Снегурочка — Нина Ананиашвили)

### Королевский балет
- In the Middle, Somewhat Elevated Уильяма Форсайта
- Жан де Бриен, «Раймонда» в постановке Рудольфа Нуреева
- Колен, «Тщетная предосторожность» Фредерика Аштона
- принц Зигфрид, «Лебединое озеро»
- Актеон, «Диана и Актеон» Кеннета Макмиллана
- Брат, «Мой брат, мои сёстры» Кеннета Макмиллана
- Альберт, «Жизель»
- «Корсар»
- Remanso Начо Дуато
- Принц, «Щелкунчик»
- Франц, «Коппелия» в постановке Нинетт де Валуа
- Фавн, «Послеполуденный отдых фавна» Вацлава Нижинского
- Кавалер де Грие, «Манон» Кеннета Макмиллана
- Посланец смерти, «Песнь о земле[англ.]» Кеннета Макмиллана
- «Игра теней» Энтони Тюдора
- Базиль, «Дон Кихот» в постановке Рудольфа Нуреева
- Аполлон, «Аполлон Мусагет» Джорджа Баланчина

### Американский театр балета
- принц Дезире, «Спящая красавица»
- Оберон, «Сон[англ.]» Фредерика Аштона
- Колен, «Тщетная предосторожность»
- Конрад, «Корсар»

Как приглашенный артист также танцевал с Парижской Оперой («Дон Кихот» и «Баядерка» Рудольфа Нуреева), Австралийским балетом («Послеполуденный отдых фавна» в постановке Джерома Роббинса), «Кремлёвским балетом» («Дон Кихот»), Большим театром («Спартак» Юрия Григоровича) и др.

## Постановки
- 2004 — автобиографический балет «Токороро, кубинская история»

## Литературные труды
Автор автобиографической книги «Нет пути домой» (2007). Написал на кубинском материале роман «Свиная нога», перевод которого на английский язык в 2013 году был причислен экспертами британской книготорговой сети Waterstones к числу 11 лучших дебютных романов года.

## Награды и признание
- 1990 — Золотая медаль балетного конкурса «Приз Лозанны»
- 1990 — Гран-при 4-го Международного балетного конкурса в Париже
- 1991 — Большая премия Союза писателей и художников Кубы
- 1995 — Dance Fellowship Фонда принцессы Грейс
- 2004 — номинация на премию Лоренса Оливье
- 2006 — почётный доктор Лондонского университета Метрополитен
- 2007 — премия Лоренса Оливье за выдающееся достижение в балете
- 2008 — приз «Бенуа танца» лучшему танцовщику (за исполнение партии Спартака в одноимённом балете Юрия Григоровича, Большой театр)
- 2023 — премия «Приза Лозанны» за пожизненные заслуги